# Tony Young (calciatore)
Tony Young (Urmston, 24 dicembre 1952 – 4 dicembre 2024) è stato un calciatore inglese.

## Carriera
Totalizzò 181 presenze nella English Football League giocando come terzino per Manchester Utd, Charlton e York City.